# Vandenboschia rupestris
Espèce
Vandenboschia rupestris est une fougère de la famille des Hyménophyllacées.

## Description
Cette espèce présente les caractéristiques suivantes :
- son rhizome est fin - de 0,7 à 1,2 mm de diamètre -, long, rampant, couvert de poils noirs ;
- il n'y a ni de frondes avortives, ni de fausses nervures ;
- le pétiole est court : moins de deux centimètres de long, ailé ;
- le limbe, divisé une fois, a entre vingt et trente centimètres de long pour trois à cinq centimètres de large ;
- les segments sont assez profondément lobés, pouvant être même divisés ;
- les sores, plutôt à la base des segments latéraux, sont formés d'une indusie conique, s'élargissant de la base à l'ouverture évasée et recouvrant partiellement les sporanges.

## Distribution
Cette espèce est présente en Amérique du Sud : Bolivie, Brésil, Colombie, Pérou et Venezuela.
Il s'agit d'une fougère principalement épiphyte des troncs d'arbre ou des talus humides des forêts pluviales.

## Historique et position taxinomique
Vandenboschia rupestris appartient au sous-genre Lacosteopsis.
Cette espèce est décrite une première fois en 1825 par Giuseppe Raddi sous le nom de Hymenophyllum rupestre
En 1859, Roelof Benjamin van den Bosch la déplace dans le genre Trichomanes : Trichomanes rupestris (Raddi) Bosch.
En 1974, Conrad Vernon Morton tout en la citant dans sa présentation de la section Lacosteopsis du sous-genre Trichomanes du genre Trichomanes, ne la cite pas parmi les espèces représentatives de cette section.
Enfin, en 2006, Atsushi Ebihara et Kunio Iwatsuki la placent dans le genre Vandenboschia sous-genre Lacosteopsis comme espèce représentative de ce sous-genre.
Deux variétés de Trichomanes rupestre ont été décrites sans être retenues actuellement :
- Trichomanes rupestre var. frondosum (Fée) Luetzelb. (1923) : voir Vandenboschia rupestris (Raddi) Ebihara & K.Iwats. (synonyme : Trichomanes frondosum Fée)
- Trichomanes rupestre var. laetevirens (Fée) Luetzelb. (1923) : voir Vandenboschia radicans (Sw.) Copel. (synonyme : Trichomanes laetevirensFée)

Elle compte de plus les synonymes suivants :
- Trichomanes luschnathianum C.Presl
- Trichomanes moritzii Bosch
- Trichomanes venustum Desv.